# Polypogon (vlinder)
Polypogon is een geslacht van nachtvlinders uit de familie van de spinneruilen (Erebidae).

## Soorten
- P. atrilineella Grote, 1873
- P. caffrarium (Möschler, 1883)
- P. cruralis Guenée, 1854
- P. fractale (Guenée, 1854)
- P. gryphalis (Herrich-Schäffer, 1851)
- P. gypsalis Grote, 1880
- P. inconspicualis Grote, 1883
- P. jacchusalis Walker, 1859
- P. laevigata Grote, 1872
- P. limieri (Guillermet, 2004)
- P. lituralis Hübner, 1818
- P. lunalis Scopoli, 1763
- P. lutalba J. B. Smith, 1906
- P. malhama (Hacker, 2011)
- P. martha Barnes, 1928
- P. minoralis J. B. Smith, 1895
- P. obscuripennis Grote, 1872
- P. ochreipennis Grote, 1872
- P. pedipilalis Guenée, 1854
- P. protumnusalis Walker, 1859
- P. saldaitis (Hacker, 2011)
- P. strigilatus Linnaeus, 1758
- P. tentacularia (Linnaeus, 1758)
- P. theralis Walker, 1859
- P. yemenitica (Hacker, 2011)
- P. zammodia (Bethune-Baker, 1911)
- P. zelleralis Wocke, 1850